# The Inner Sanctum
The Inner Sanctum is het zeventiende album van de Britse band Saxon, uitgebracht in 2007 door SPV Records. Drummer Nigel Glocker keerde terug naar de band.

## Nummers
1. State of Grace - 5:37
2. Need for Speed - 3:08
3. Let Me Feel Your Power - 3:29
4. Red Star Falling - 6:16
5. I've Got to Rock (To Stay Alive) - 4:40
6. If I Was You - 3:27
7. Going Nowhere Fast - 4:15
8. Ashes to Ashes - 4:52
9. Empire Rising - 0:41
10. Atila the Hun - 8:09

## Bezetting
- Biff Byford - zang
- Doug Scarrat - gitaar
- Paul Quinn - gitaar
- Nibbs Carter - basgitaar
- Nigel Glockler - drums